# Rolsport
Rolsporten, ook wel rollersporten genoemd, omvatten een breed scala aan sporten en activiteiten waarbij gebruik wordt gemaakt van rolschaatsen, skeelers of andere wielen onder de voeten. Deze sporten kunnen recreatief of competitief zijn en variëren van straat- en parkwedstrijden tot georganiseerde evenementen en professionele competities.

## Soorten rolsporten

### Rolschaatsen (quad skating)
Rolschaatsen bestaan sinds de 18e eeuw en zijn geëvolueerd in zowel ontwerp als gebruik. De moderne rolschaats werd gepatenteerd in 1863 door James Plimpton.
Disciplines
- Recreatief rolschaatsen: informeel skaten in parken, op paden en in rollerbanen.
- Artistiek rolschaatsen: vergelijkbaar met kunstschaatsen op ijs, met nadruk op choreografie, sprongen en spins.
- Roller Derby: een contactsport waarbij teams op een ovale baan rijden en punten scoren door tegenstanders te passeren.
- Rolschaatsen in disco: populair in de jaren 1970 en '80, rolschaatsdiscotheken combineren muziek en dans op skates.

### Inlineskaten (inline skating)
Inlineskaten, ook wel bekend als skeeleren, werd populair in de jaren 1980 en '90. Commercieel succesvolle inlineskates werden in 1980 ontwikkeld door de firma Rollerblade.
Disciplines
- Fitness en recreatief skaten: gebruikt voor lichaamsbeweging en ontspanning op gladde paden.
- Inline speed skating: competitieve races over lange afstanden op wegen of banen, vaak met zeer hoge snelheden.
- Inline hockey: een variant van ijshockey, gespeeld op inline skates met een bal of puck.
- Aggressive inline skating: een extreme sport waarbij skaters trucjes uitvoeren op straat of in skateparken, zoals grinden en sprongen.

### Skateboarden
Skateboards kwamen op in de jaren 1950 in Californië als een manier voor surfers om op het land te "surfen". Het skateboarden evolueerde door de ontwikkeling van nieuwe trucs en stijlen.
Disciplines
- Straatskaten (Street skating): skateboarden in stedelijke omgevingen met gebruik van straatmeubilair zoals trappen en rails.
- Vert skating: skaten in halfpipes en ramps met nadruk op luchttrucs en rotaties.
- Freestyle: focus op technische trucs en creatieve combinaties op vlakke ondergrond.
- Downhill skateboarding: snelle afdalingen van heuvels met nadruk op snelheid en controle.

### Rolskiën (roller skiing)
Rolskiën is ontstaan als zomertrainingsmethode voor langlaufers. Het is populair in Scandinavië en andere regio's met een wintersporttraditie.
Disciplines
- Classic roller skiing: bewegingen en technieken die lijken op klassieke langlaufstijl.
- Skate roller skiing: bewegingen en technieken vergelijkbaar met schaatsstijl in het langlaufen.
- Biathlon roller skiing: combineert roller skiing met schieten, vergelijkbaar met biatlon in de winter.

### Rollersoccer
Rollersoccer is een variant van voetbal, gespeeld op rolschaatsen of inline skates. Teams proberen te scoren door een bal in het doel van de tegenstander te schieten.

## Veiligheid en uitrusting
Veiligheid is cruciaal in alle rolsporten. De basisuitrusting omvat:
- Helm: beschermt tegen hoofdletsel.
- Beschermers: knie-, elleboog- en polsbeschermers om verwondingen bij vallen te minimaliseren.
- Schoenen: voor quad skates zijn er speciale rolschaatsschoenen, terwijl inline skates geïntegreerde schoenen hebben.